# Галлия (футбольный клуб, Париж)
Галлия (фр. Gallia), также известный как Галлия Клуб Париж (фр. Gallia Club Paris) — французский любительский футбольный клуб, базировавшийся в Париже. Существовал с 1896 по 1940 годы.

## История
Клуб «Галлия» возник в 1896 году на базе клуба «Шарантон», который проводил футбольные матчи и на разных полях на востоке Парижа. Первоначально новый клуб назывался Les coqs (Петухи). Был участником первой в истории футбольной лиге Франции Le Championnat de USFSA, присоединившись к лиге в сезоне 1896-97 годов.
Клуб базировался в Париже в 12-м округе, но из-за нехватки свободных полей в городе проводил свои домашние матчи в близлежащих юго-восточных пригородах Венсен, Ле Перре и Бри-сюр-Марн.
Выиграл свой единственный чемпионский титул USFSA в сезоне 1904-05 годов, победив «Рубе» со счётом 1-0 на стадионе «Парк де Пренс». Полузащитник Жорж Байру стоявший у истоков создания клуба, стал одним из отцов-основателей профессионального футбола во Франции.
Клуб также выиграл кубковые турниры Coupe Manier и Coupe Dewar в 1904 и 1909 годах соответственно. После краха лиги Le Championnat de USFSA в 1919 году, клуб играл в других французских футбольных лигах. Принимал участие в розыгрыше первых четырёх кубков Франции по футболу, наивысшего результата достиг в 1920 году дойдя до стадии 1/8 финала, где проиграл клубу «Руан».
В 1926 произошло слияние клубов «Галлия» и «Stade d’Ivry», объеденный клуб получил название «Gallia Club-Stade d’Ivry», выступал в Кубке Франции. Просуществовал до 1940 года и распался.

## Галерея

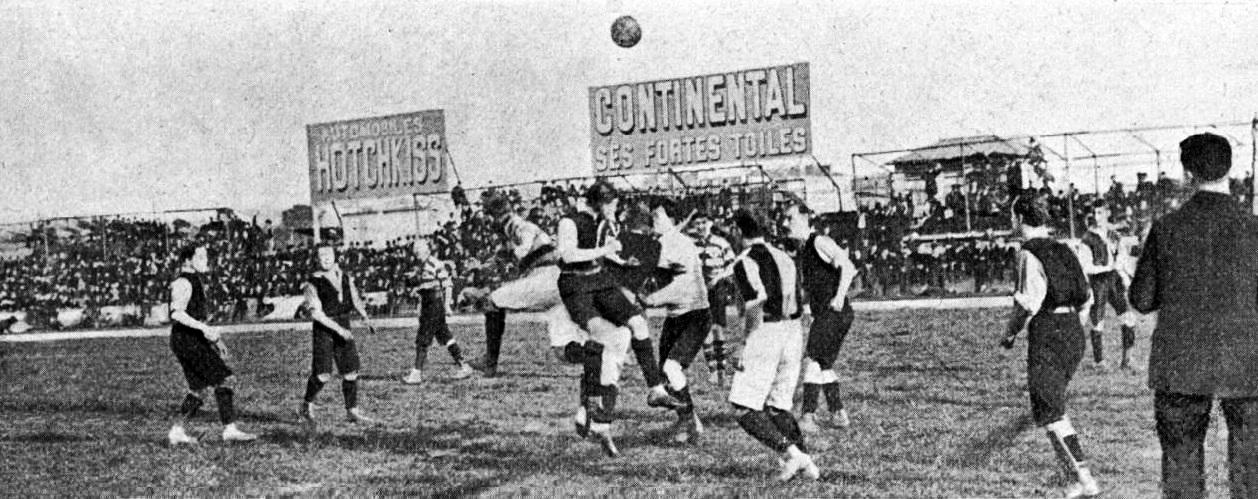
Команда образца 1905 года
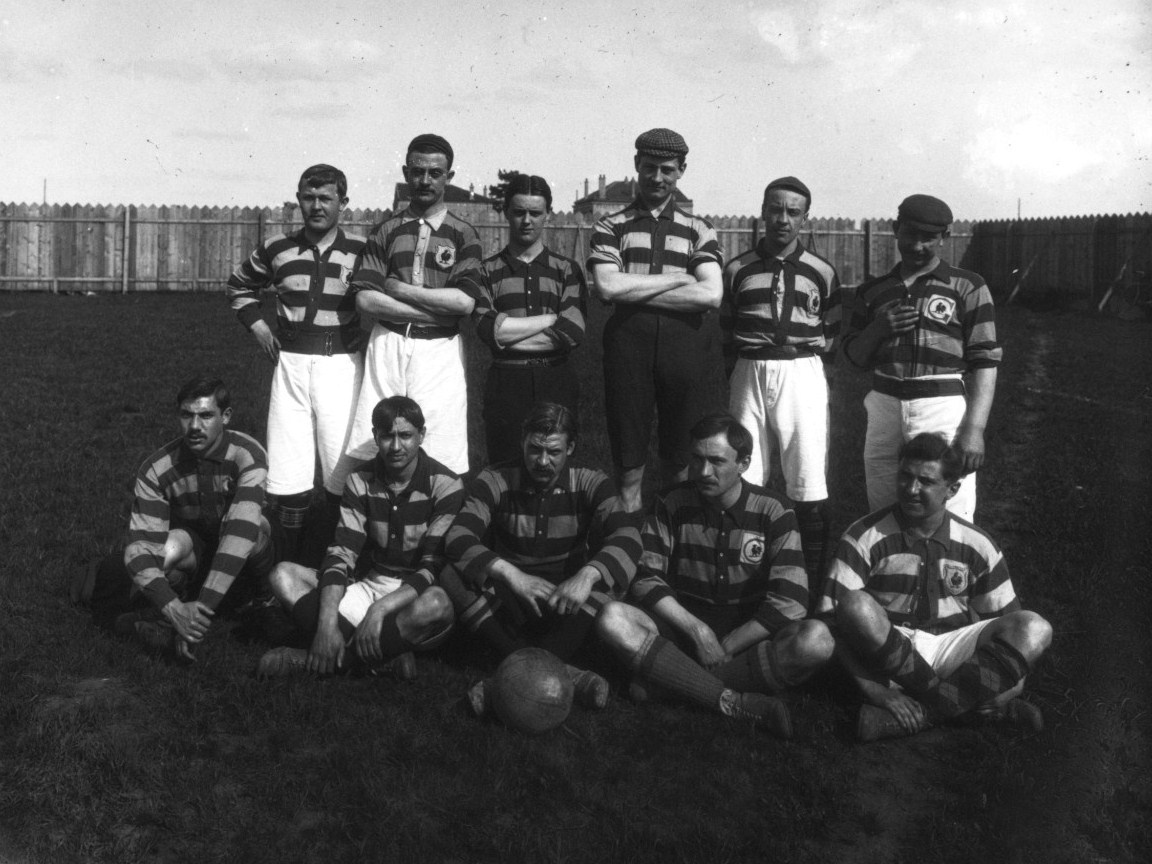
Команда образца 1905 года в финале Coupe Dewar
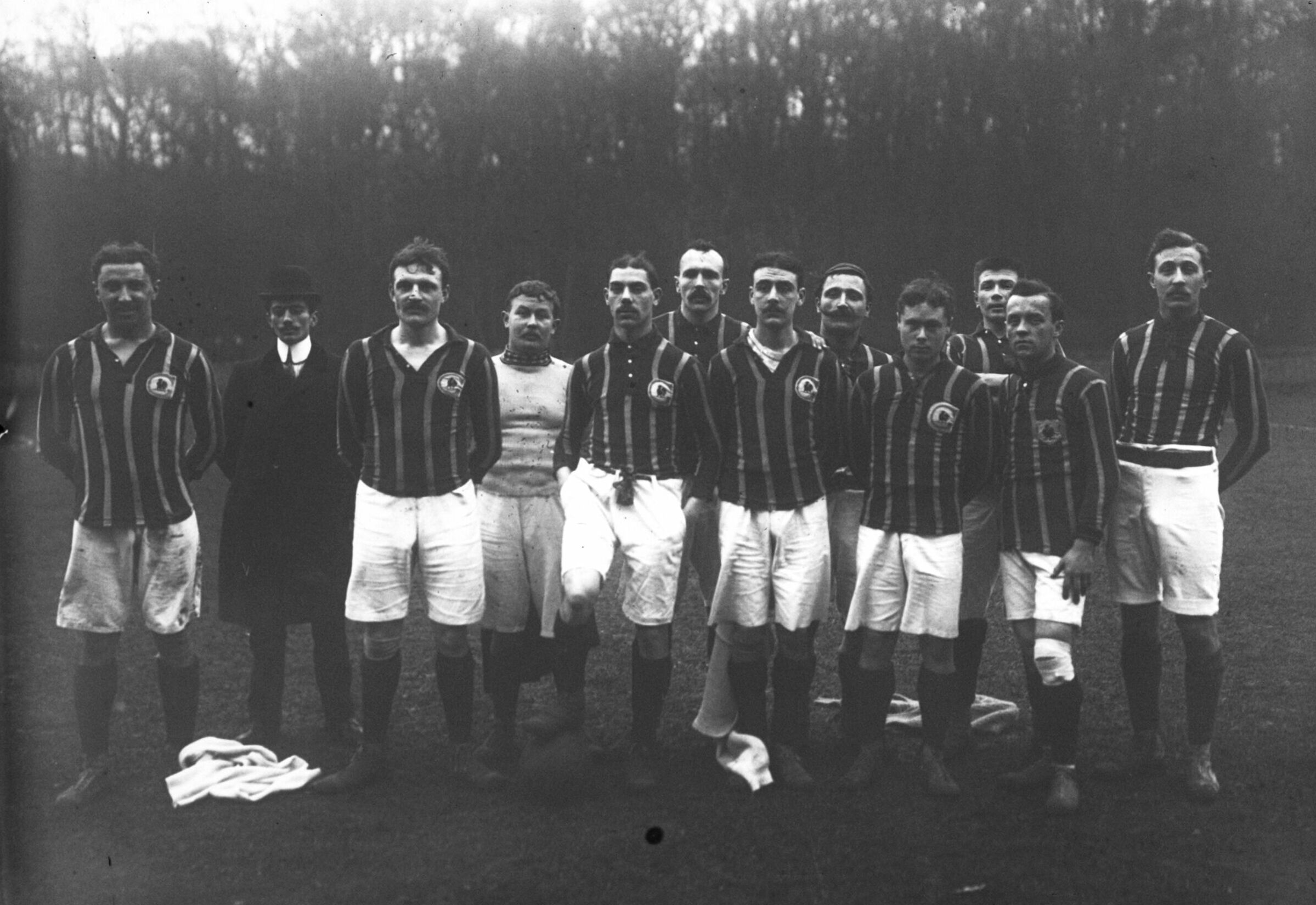
Команда образца 1910 года
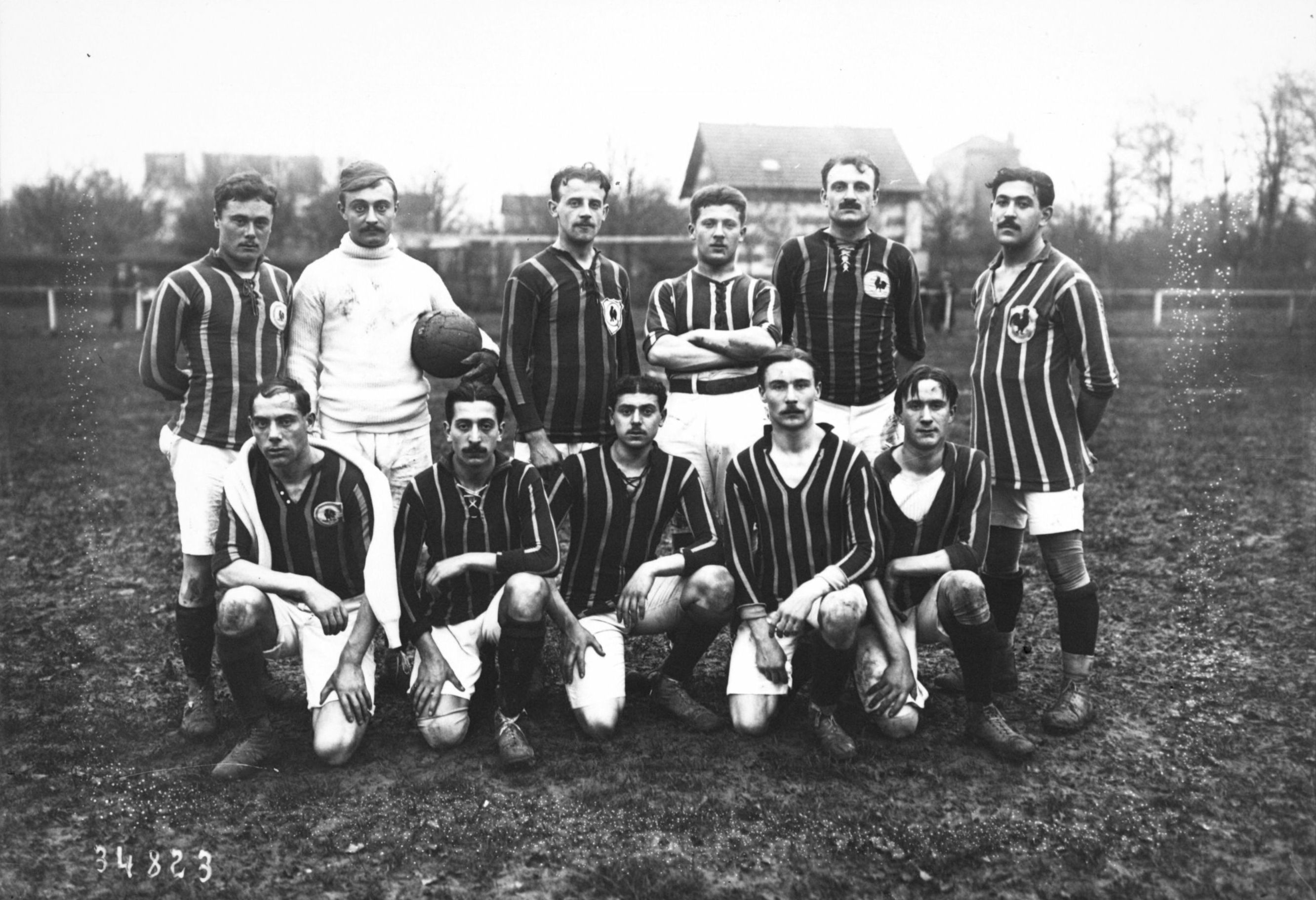
Команда образца 1913 года